# Sent Martin (Alts Pirineus)
Sent Martin (en francès Saint-Martin) és un municipi francès situat al departament dels Alts Pirineus i a la regió d'Occitània.

## Demografia
| 1962                                       | 1968 | 1975 | 1982 | 1990 | 1999 | 2007 |
| ------------------------------------------ | ---- | ---- | ---- | ---- | ---- | ---- |
| 218                                        | 227  | 251  | 294  | 327  | 328  | 371  |
| Des de 1962: població sense dobles comptes |      |      |      |      |      |      |

## Administració
| Període   | Identitat               | Partit |
| --------- | ----------------------- | ------ |
| 1995-2001 | André Gaye              | PCF    |
| 2001-     | Jean-Claude Lassarrette |        |